# Чунчукміль
Чунчукміль (ісп. Chunchucmil) — руїни міста цивілізації мая у штаті Юкатан (Мексика). Отримало назву на честь села, що розташовано неподалік. Назва перекладається як «Прісноводний колодязь», інший варіант перекладу «Яма біля кореня Чукум» (місцева назва рослини Havardia albicans з мімозових).

## Історія

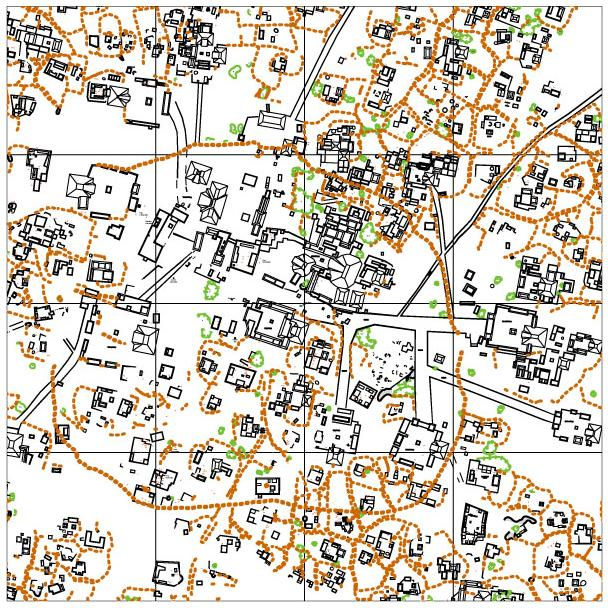
Мапа Чунчукміля

Стародавня назва невідома. Поселення засновано в середині докласичного періоду, близько 600 року до н. е. Чунчукміль є не містом з ахавом на чолі, але ймовірніше був значним торговим центром, пунктом для міжрегіональної торгівлі між узбережжям Мексиканської затоки та внутрішньою частиною Юкатану. На нього Чунчукміль перетворився лише на початку класичного періоду. Разом з тим точно невідомо щодо засновника поселення й підпорядкування його якомусь юкатанському царству. За однією з версій керувала містом Рада, що складалася з голів кварталів (лакме), які обирали голову довічно або на певний термін.
Час розквіту припадає на період з 400 до 650 років. У цей час населення міста сягало близько 45 тисяч осіб. Занепад розпочався в середині IX століття. До 1000 року населення значно зменшилося. Досі повністю не встановлено історію міста у післякласичний період. Відомо, що в цей час падіння рівня життя населення та його чисельність продовжувалися знижуватися. Це пов'язують з вторгненням ворожих племен до Юкатану, що спричинило послаблення місцевих міст-держав й, відповідно, торгівлі.

## Опис
Розташовано на заході штату Юкатан на відстані 27 км від Мексиканської затоки. Знаходиться у напівпосушливій місцині. Однією із загадок Чунчукміля є те, що велике місто існувало у найбіднішому районі цивілізації майя.
Розмір археологічної пам'ятки достеменно ще невідомо. Мінімальна площа (центральна частина споруд й площ) становить 25 км2. За допомогою аерофотозйомки доведено, що площа Чунчукміль разом з передмістям становить 65 км2. Значну частину міста оточувала кам'яна стіна заввишки 1-1,5 м.
Виявлено велику ринкову площу, куди з'їжджалися з околиць, а можливо і з усього північного Юкатану. На думку вчених, цей факт є ознакою розвитої ринкової торгівлі у мая.
У центральній частині пам'ятки розкопано понад 10 пірамід заввишки від 8 до 18 м. Кожна з пірамід є частиною кожної з 10-ти чотирикутних груп, які разом утворюють значну частину Чунчукміля. Чотирикутна група складається з піраміди, з трьох боків — різні житла (палаци або оселі торговців чи воїнів). Усі групи пов'язані між собою сакбе завширшки 15—25 м і завдовжки 130—300 м.
Житлові комплекси в місті зведені у вигляді чотирикутних двориків (так званих патіо). Більша частина мали у групах невеличкі храми або святилища, які слугували для виконання домашніх ритуалів. Яскравим прикладом є Група Лул, де розкопано храм у типі талуд-таблеро. Між ними також є сакбе. Окремі сакбе поєднували житлові групи, храмові групи системою доріг. Це було необхідно для швидкого пересування товарів.
На території практично повністю відсутні великі монументи: стели, вівтарі, скульптури.
На околицях містах виявлено рештки численних гірських терас та піднятих полів у заболочених районах у західній частині, що забезпечували місцеве населення сільськогосподарською продукцією.

## Історія досліджень
Місто тривалий час залишалося невідомим для дослідників, хоча відомий мандрівник і письменник Джон Ллойд Стефенс перебував всього за декілька кілометрів від руїн під час своєї подорожі півостровом Юкатан і навіть зустрічався з власником сусіднього маєтку.
Серйозні дослідження здійснені фахівцями американських університетів Шеперд (Західна Вірджинія) й Брігам Янг (Юта) з середини 1990-х років.